# Joanne Thompson (política)
Joanne Thompson é uma política canadiana que foi eleita para representar o círculo de St. John's East na Câmara dos Comuns do Canadá nas eleições federais canadenses de 2021.
Thompson é a ex-directora executiva do Gathering Place em St. John's.